# Sveva Carraro
Sveva Carraro es una deportista italiana que compite en vela en la clase 470. Ganó una medalla de plata en el Campeonato Europeo de 470 de 2017.

## Palmarés internacional
| \| Campeonato Europeo \| Campeonato Europeo \| Campeonato Europeo \| Campeonato Europeo \| \| Año \| Lugar \| Medalla \| Clase \| \| ------------------ \| ------------------ \| ------------------ \| ------------------ \| \| 2017 \| Mónaco (Mónaco) \| Medalla de plata \| 470 \| |                 |                  |       |
| Campeonato Europeo |                 |                  |       |
| Año | Lugar           | Medalla          | Clase |
| 2017 | Mónaco (Mónaco) | Medalla de plata | 470   |